# Madera (Califòrnia)
Madera és una població dels Estats Units a l'estat de Califòrnia. Segons el cens del 2010 tenia 56.710 habitants.

## Demografia
Segons el cens del 2000, Madera tenia 43.207 habitants, 11.978 habitatges, i 9.438 famílies. La densitat de població era de 1.357,4 habitants/km².
Dels 11.978 habitatges en un 48,4% hi vivien nens de menys de 18 anys, en un 53,7% hi vivien parelles casades, en un 17,5% dones solteres, i en un 21,2% no eren unitats familiars. En el 16,8% dels habitatges hi vivien persones soles el 7,9% de les quals corresponia a persones de 65 anys o més que vivien soles. El nombre mitjà de persones vivint en cada habitatge era de 3,57 i el nombre mitjà de persones que vivien en cada família era de 3,9.
Per edats la població es repartia de la següent manera: un 35,4% tenia menys de 18 anys, un 12,5% entre 18 i 24, un 28,3% entre 25 i 44, un 14,9% de 45 a 60 i un 8,8% 65 anys o més.
L'edat mitjana aritmètica era de 26 anys. Per cada 100 dones de 18 o més anys hi havia 101,1 homes.
La renda mitjana per habitatge era de 31.033 $ i la renda mitjana per família de 31.927 $. Els homes tenien una renda mitjana de 29.776 $ mentre que les dones 23.210 $. La renda per capita de la població era d'11.674 $. Entorn del 25,6% de les famílies i el 32,5% de la població estaven per davall del llindar de pobresa.

## Poblacions més properes
El següent diagrama mostra les poblacions més properes.